# Wikipedia greckojęzyczna
Wikipedia greckojęzyczna – grecka edycja językowa Wikipedii. Ta edycja powstała 1 grudnia 2002 i na dzień 18 lutego 2014 miała ponad 98 tys. artykułów zajmując 51. pozycję na liście największych Wikipedii.
Słowa „Wikipedia, wolna encyklopedia” brzmią po grecku Wikipédia, i eléftheri enkiklopédia (Βικιπαίδεια, η ελεύθερη εγκυκλοπαίδεια).